# Gunnar L. Johansson
Gunnar Leonard Johansson, född 15 februari 1928 i Eskilstuna, död 21 juni 2023 i Älvsborgs distrikt i Göteborg, var en svensk ingenjör och företagsledare.
Johansson blev 1955 civilingenjör vid Kungliga Tekniska högskolan. Han kom tidigt till AB Volvo och satt med i koncernledningen från 1972. Han utsågs till VD för Volvo Flygmotor AB 1978, och var verksam som verkställande direktör för AB Volvo 1987–1990. Vid samma tidpunkt var PG Gyllenhammar styrelseordförande 1983–1993, efter att ha varit VD 1971–1983.
År 1980 invaldes Johansson i Ingenjörsvetenskapsakademien. När Institutet för Kvalitetsutveckling (SIQ) bildades blev Johansson 1989 dess första styrelseordförande. 1998 promoverades han till hedersdoktor vid Chalmers tekniska högskola.